# Tuberastyochus tenebrosus
Tuberastyochus tenebrosus là một loài bọ cánh cứng trong họ Cerambycidae.